# 유리보

Euribor

유리보(EURIBOR)는 유럽 연합(EU) 내 15개국이 1999년 1월 1일부터 유로 화를 단일통화로 사용하기로 하면서 리보(LIBOR)를 대신하기 위해만든 기준 금리이다. 브뤼셀을 중심으로 한 57개 유럽은행간 거래금리를 평균해 산출되며, 유리보 금리의 출현으로 고객들은 유로금리와 관련된 선물, 옵션 거래를 할 때 리보 금리와 유리보 금리 중 하나를 선택을 할 수 있게 되었다.

## 같이 보기
- 유로
- 페더럴 펀드 금리